# 好きやねん父ちゃん!
『好きやねん父ちゃん！』（すきやねんとうちゃん）は、1994年10月2日にTBS系列で放送されたテレビドラマである。

## 概要
子沢山家庭で悪戦苦闘する父親を描く。中堅商社の営業マン・耕作（赤井英和）は、売れっ子漫画家の妻・陽子（森公美子）との間に八人の子どもをもうけ、10人の大家族。高級マンションに住み、お手伝いが二人という優雅な生活は、陽子の収入に支えられていた。ところが、陽子が突然、くも膜下出血で他界してしまい・・・

## 放送時間
日曜21:00 - 22:54（JST）
- 21:00の『東芝日曜劇場 オトコの居場所』は既に終了、22:00の『たけし・所のドラキュラが狙ってる』（毎日放送制作）は休止。

## 出演者
- 耕作：赤井英和

本作の主人公。平凡なサラリーマンで、一家の家計は売れっ子漫画家の妻の収入頼みの所があった。
- 陽子：森公美子

耕作の妻で売れっ子漫画家。元々子供好きで、「結婚したら子沢山家庭にしたい」と耕作と結婚時に約束し家庭を築いたが、急死してしまう。
- 鈴木京香

陽子の妹。
- 段田安則

耕作の義弟。耕作の良き相談相手。
- 淡路恵子

陽子の母。「娘(陽子)が早世したのは耕作に原因がある」と耕作を責める。その一方で孫達には愛情がある。
- 石倉三郎
- 泉谷しげる
- 久本雅美
- 長瀬智也

耕作＆陽子夫妻の息子(長男)
- 木下奈緒子

耕作＆陽子夫妻の娘(長女)

## スタッフ
- 脚本：金子成人、扇澤延男
- 演出：猪原達三
- プロデューサー：久世光彦、日留川雄二
- 制作：KANOX、TBS